# Prvenstvo Hrvatske u hokeju na travi 1997./98.
Prvenstvo Hrvatske u Hokeju na travi za 1997./98. je osvojio Marathon iz Zagreba.

## I.A liga
| mj | klub                       | ut | pon | ner | por | koš+ | koš- | bod |
| -- | -------------------------- | -- | --- | --- | --- | ---- | ---- | --- |
| 1. | Marathon (Zagreb)          | 15 | 12  | 2   | 1   | 72   | 21   | 26  |
| 2. | Mladost (Zagreb)           | 15 | 12  | 1   | 2   | 68   | 33   | 25  |
| 3. | Jedinstvo (Zagreb)         | 15 | 9   | 2   | 4   | 42   | 28   | 20  |
| 4. | Zelina (Sveti Ivan Zelina) | 15 | 4   | 2   | 9   | 27   | 42   | 10  |
| 5. | Concordia (Zagreb)         | 15 | 2   | 1   | 12  | 21   | 84   | 5   |
| 6. | Trešnjevka (Zagreb)        | 15 | 2   | 0   | 13  | 19   | 83   | 4   |

## 1.B liga
| mj | klub                | ut | pon | ner | por | koš+ | koš- | bod |
| -- | ------------------- | -- | --- | --- | --- | ---- | ---- | --- |
| 1. | Trnje (Zagreb)      | 10 | 9   | 0   | 1   | 49   | 4    | 18  |
| 2. | Akademičar (Zagreb) | 10 | 7   | 0   | 3   | 45   | 20   | 14  |
| 3. | Zagreb (Zagreb)     | 10 | 5   | 1   | 4   | 24   | 18   | 11  |
| 4. | Atom (Zagreb)       | 10 | 5   | 1   | 4   | 17   | 25   | 11  |
| 5. | Sloga (Zagreb)      | 10 | 2   | 1   | 7   | 22   | 27   | 5   |
| 6. | Infosistem (Zagreb) | 10 | 0   | 1   | 9   | 8    | 71   | 1   |